# Jemini
Jemini var den popgrupp som representerade Storbritannien i Eurovision Song Contest 2003 i Riga i Lettland. Deras bidrag, "Cry Baby" blev helt utan poäng vilket är landets sämsta resultat hittills. Jemini planerade att släppa sitt album direkt efter Eurovision och hade redan spelat in alla låtar. På grund av den dåliga placeringen i finalen valde skivbolaget att inte släppa skivan. Gruppen splittrades också.

## Diskografi
Album
- Love Is Blind (2003) (utgivning inställd)

Singlar
- "Cry Baby" (2003) (#15 på UK Singles Chart)
- "Try To Love" (2003)